# Bernie Paul
Bernie Paul (* 12. února 1950 Schweinfurt) je německý zpěvák a producent. Známý je především díky svým popovým a disco hitům Lucky, Everybody's rockin, Oh No No, Born To Be Alife nebo Attenzione - Go Go Radio.

## Životopis
Bernie Paul (vlastním jménem Bernd Vonficht) začal v roce 1960 jako saxofonista v kapele Seven Up. V roce 1973 se stal členem skupiny Family Child. V roce 1978 získal nahrávací smlouvu s Ariola a hned jeho první hit Lucky dosáhl šesté příčky v německých hitparádách. Ve stejném roce byla německá coververze hitu Roye Blacka, In Dreams. Vydána byla v únoru 1981 a umístila se na 18. místo v německých hitparádách. Jeho největší hit Oh No No byl vydán v červnu 1981 a umístil se na 2. místě. Wenche Myhre později zpíval německou verzi Oh No No - Du bist nicht mein Typ, das weiß ich genau... Dobře známá je i Bernieho coververze Angel of the Morning, který nazpíval spolu s dánskou zpěvačkou Bo Andersen. Není bez zajímavosti, že Bernie Paul spolupracoval s českým orchestrem Karla Vágnera na albu se společnými nahrávkami. Projekt vznikal přibližně dva roky a nakonec skončil dohodou, že některé Bernieho hity Supraphon převezme na vznikající album a další nahrávky budou české skladby s anglickým textem Miloše Skalky za doprovodu orchestru Karla Vágnera, vydané album neslo název Lucky, a bylo v Československu vydáno v roce 1988. Bernie Paul byl velmi úspěšný i jako producent. Píseň napsaná pro Petera Kenta, It's a Real Good Feeling se vyšplhala na první místo německé hitparády a vydržela tam týden. Jako sólistku představil poprvé Rosanu Cashovou (dceru Johnyho Cashe). Je rovněž autorem písně Sail Away v reklamě pivovaru Beck's, a písní z televizního seriálu RTL, Good Times, Bad Times.

## Diskografie
- 1979: All or Nothing
- 1981: It’s a wild life
- 1985: Alright good times
- 1988: Lucky (Supraphon)
- 1989: Moments in Love (s Bo Andersen)
- 2002: Einfach Relaxed